# Диринг (Якутия)
Диринг (якут. Дириҥ) — село в Чурапчинском улусе Республики Саха. Административный центр Хоптогинского наслега. Второе по величине село улуса.

## География
Село расположено в таёжной зоне, у озера Чычас.

## Население
| 1989 | 2002  | 2010  | 2021  |
| ---- | ----- | ----- | ----- |
| 1400 | ↘1196 | ↗1218 | ↘1066 |

## Инфраструктура
Развито мясо-молочное скотоводство, коневодство.
МБОУ Диринская СОШ АГРО имени Ивана Егоровича Федосеева — Доосо.

## Транспорт
Село доступна автотранспортом по региональной автодороге 98К-016.